# 陳景川
陳景川（1950年1月20日—），台灣屏東人，食品營養學者、食品安全檢驗專家。台灣大學農業化學系學士、美國南達科塔州立大學化學系碩士、美國康乃爾大學食品科技學系博士。前美和科技大學代理校長。
陸續任教於東海大學食品科學系、屏東科技大學食品科學系、美和科技大學，創辦屏東科技大學南區水產養殖檢驗服務中心和農水產養殖檢驗服務中心、美和科技大學農水產品檢驗服務中心，接受政府委託檢驗外銷品，負責外銷歐盟、日本之鰻魚藥物殘留及芒果的農藥殘留檢驗等。
2006年創辦正興科技，接受國家標準檢驗局委託，檢驗台灣輸入水產品的藥物殘留，執行政府單位漁業署計畫，監控水產品上市前品質。2008年於德商杜夫萊茵食品生技擔任技術總顧問。2011年成立景博科技，協助企業自原物料至商品製程中的安全性測試。2018年景博科技與全球最大食品檢驗公司歐陸檢測Eurofins合併。

## 研究計畫
- 原料中之重金屬及礦物質含量之檢測，貿立實業(股)，主持人 (2005)
- 水產品藥物殘留及重金屬之檢測，天和海洋開發(股)，主持人 (2005)
- 產業園區產學合作案：協助業界建立多種農藥檢驗方法，教育部，主持人 (2006)
- 輸日水果農藥安全管理計畫，行政院農業委員會，主持人 (2008)
- 水產飼料藥物殘留檢驗計畫，行政院農業委員會漁業署，主持人 (2008)
- 「提升輸日水果品質及安全管理計畫」，行政院農業委員會及行政院農業委員會藥物毒物試驗所，主持人 (2009)
- 「輸入食品風險調查研究」委託辦理計畫，行政院衛生署食品藥物管理局，主持人 (2011)
- 輸入食品高風險因子鑑別計畫，衛生福利部食品藥物管理署，協同主持人 (2015) [2]

## 食安評論
- 塑化劑風暴／辣椒醬也中「劑」 TVBS新聞
- 特急件大增 民間檢驗業者忙翻 自由時報
- 食安問題敲醒了誰？ （页面存档备份，存于） 職人
- 混油詐欺　食管五洞現形記 （页面存档备份，存于） 天下雜誌
- 地下廠商管不到 問題最大 （页面存档备份，存于） 自由時報
- 米油鹽等物資 強制業者送驗 （页面存档备份，存于） 中時電子報
- 醬缸風暴／生醬汁手工變代工？學者批媒體玩過頭 （页面存档备份，存于） NOWnews